# Sinagoga Reformista de Cluj-Napoca

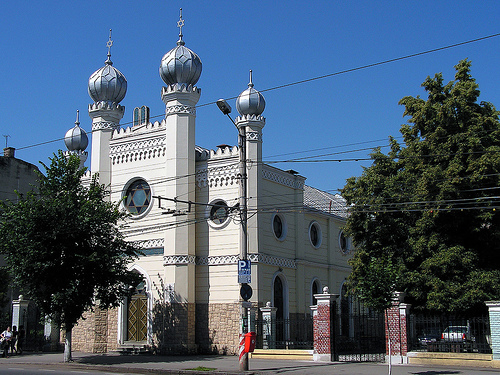
Vista exterior da sinagoga.

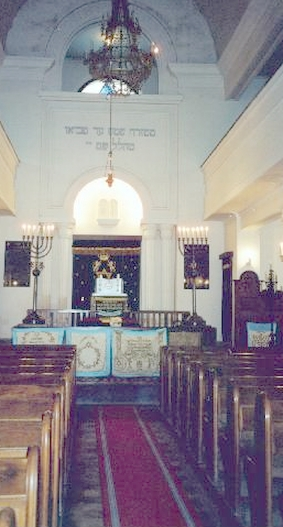
Interior da sinagoga.

A Sinagoga Neologa (em romeno: Sinagoga Neologă ou Templul Memorial al Deportaţilor) de Cluj-Napoca, Romênia, é a única sinagoga em funcionamento na cidade atualmente, servindo à comunidade judaica local.
Localizada na Rua Horea, foi construída de acordo com os projetos de Izidor Hegner, um engenheiro, entre 1886 e 1887. Foi afetada seriamente pelos ataques da Guarda de Ferro em 13 de setembro de 1927, e teve de ser reconstruída posteriormente pelo governo romeno.
No período que se seguiu à Segunda Arbitragem de Viena, quando a Transilvânia do Norte se tornou parte da Hungria, a sinagoga testemunhou a deportação dos judeus para os campos de concentração nazistas, e foi novamente danificada, desta vez pelos bombardeios feitos pelos Aliados às estações ferroviárias vizinhas, em 2 de junho de 1944. Em 1951, foi reconstruída novamente.
Atualmente, está dedicada à memória daqueles que deportados que foram vítimas do Holocausto.